# Whiteclay
Whiteclay (lakota: Makȟásaŋ; és una concentració de població designada pel cens al Comtat de Sheridan a l'estat de Nebraska. Segons el cens del 2000 tenia 14 habitants.

## Demografia
Segons el cens del 2000 Whiteclay tenia 14 habitants, 7 habitatges, i 3 famílies. La densitat de població era de 6,1 habitants per km².
Dels 7 habitatges en un 14,3% hi vivien nens de menys de 18 anys, en un 42,9% hi vivien parelles casades, en un 0% dones solteres, i en un 57,1% no eren unitats familiars. En el 57,1% dels habitatges hi vivien persones soles el 14,3% de les quals corresponia a persones de 65 anys o més que vivien soles. El nombre mitjà de persones vivint en cada habitatge era de 2 i el nombre mitjà de persones que vivien en cada família era de 3,33.
Per edats la població es repartia de la següent manera: un 21,4% tenia menys de 18 anys, un 7,1% entre 18 i 24, un 28,6% entre 25 i 44, un 35,7% de 45 a 60 i un 7,1% 65 anys o més.
L'edat mediana era de 42 anys. Per cada 100 dones de 18 o més anys hi havia 83,3 homes.
La renda mediana per habitatge era de 61.250 $ i la renda mediana per família de 76.250 $. Els homes tenien una renda mediana de 25.625 $ mentre que les dones 53.750 $. La renda per capita de la població era de 21.394 $. Cap de les famílies estaven per davall del llindar de pobresa.

## Poblacions properes
El següent diagrama mostra les poblacions més properes.